# Route asiatique 6
Pour les articles homonymes, voir Route 6.
La route asiatique 6 (AH6) est une branche du réseau routier asiatique qui s'étire sur 10 533 kilomètres. Elle part de Busan, en Corée du Sud pour arriver à la frontière entre la Biélorussie et la Russie. La majeure partie du tronçon russe de l'AH6 se confond avec la route transsibérienne. À l'ouest de l'Oural, elle se confond avec la route européenne 30.

## Corée du Sud
- Route urbaine 61 de Busan: Busan-Centre - Busan-Nopo-dong
- Route nationale 7 : Busan - Nopo-dong - Ulsan - Pohang - Donghae
- Autoroute de Donghae: Donghae - Gangneung - Sokcho
- Route nationale 7 : Sokcho - district de Goseong

## Corée du Nord
- Autoroute de Wonsan-Mont Kumgang: Kosong - Wonsan
- (Inscrit comme la  Route nationale 7 sud-coréenne): Wonsan - Hamhŭng - Sinpo - Tanch'ŏn - Kimchaek - Chongjin - Rasŏn

## Russie(Est)
- A189 A189 : Khassan - Razdolnoïe (kraï du Primorié)
- A370 A370 : ( Autoroute M60 avant 2010): Razdolnoïe (kraï du Primorié) - Oussouriïsk
- A184 A184 : Oussouriïsk - Pogranitchny

## Russie(Milieu)
- A350 A350 (A166 Autoroute A166 avant 2010): Zabaïkalsk - Tchita
- P258 R258 ( Autoroute M55 avant 2010) : Tchita - Oulan-Oudé - Irkoutsk
- P255 R255 ( Autoroute M53 avant 2010) : Irkoutsk - Krasnoïarsk - Novossibirsk
- P254 R254 ( Autoroute M51 avant 2010) : Novossibirsk - Omsk - Issilkoul

## Russie(Ouest)
- P254 R254 ( Autoroute M51 avant 2010): Petoukhovo - Kurgan - Tcheliabinsk
- Autoroute M5 : Tcheliabinsk - Oufa - Samara - Moscou
- Autoroute M1 : Moscou - Krasnoye ( Biélorussie:  Autoroute M1)

## Chine
- Autoroute Suifenhe–Manzhouli (en) : Suifenhe - Harbin - Qiqihar - Gannan
- Route nationale 301 : Xian de Gannan - Manzhouli

## Kazakhstan
- M51: Karakoga - Petropavl - Chistoe